# Попов, Владимир Александрович (художник)
Владимир Александрович Попов (24 июня 1924, Мариуполь, Мариупольский округ, Украинская ССР, СССР — 27 октября 2023, Казань, Республика Татарстан, Российская Федерация) — советский и российский художник. Заслуженный художник Российской Федерации (2003). Народный художник Татарской АССР (1986), заслуженный деятель искусств ТАССР (1975). Лауреат Государственной премии Республики Татарстан имени Габдуллы Тукая (2014). Член Союза художников Российской Федерации.

## Биография
Родился в городе Мариуполе в семье военнослужащего 24 июня 1924 г.
Участник Великой Отечественной войны с 1941 по 1945 год, награжденный тремя боевыми орденами и медалями.
В 1951 году окончил с отличием Казанское художественное училище.
Первое участие на Всероссийской выставке в Москве — 1955 год живописным полотном «Алтай. Целина поднята».
1958 год — Первое участие на Всесоюзной выставке работой — «На маневрах».
1963 год — Первое участие на зарубежной выставке — в Республике Корея линогравюра «Трассы».
Живописец, акварелист, график, каллиграф — работающий с 1993 года в области восточного каллиграфического искусства — шамаиль, тугра, каллиграфические композиции.
За свой творческий путь Владимир Попов внес весомый вклад в развитие и становление национального татарского и общероссийского искусства, являясь постоянным участником российских и международных выставок. Более 100 его живописных и графических работ находятся в собственности различных музеев и в частных коллекциях ряда стран Запада и Востока.
С середины 1990-х годов творчество В.Попова приобретает многоплановый характер, экспрессивность, монументальность. Им созданы такие значительные серии, как «Шедевры культового зодчества России», «Мусульманские святыни Востока, Татарстана», более 700 работ в характерных образах восточной каллиграфии — «тугры», «шамаили». Создавая их, автор бережно сохраняет накопленный веками опыт выдающегося искусства каллиграфии арабского письма, стремится к слиянию искусства Востока и Запада, его современных видов и достижений. Образы произведений, созданные им, лаконичны, очень выразительны, монументально-эпические по форме, глубокие по ощущению, они органически соединяют художественную культуру далекого прошлого с современностью.
Владимир Попов — первый в Республике Татарстан русский художник, разрабатывающий и работающий в жанрах и традициях современного исламского изобразительного искусства. Выставки его работ проходили в Германии, Польше, Чехии, Словакии, Монголии, Корее, Египте, Ливане, Сирии, Италии, Иране.
Владимир Александрович Попов скончался 27 октября 2023 года в Казани на сотом году жизни. Прощание прошло 30 октября в Галерее современного искусства с участием министра культуры Республики Татарстан И. Х. Аюповой. Похоронен был Попов на кладбище «Курган».